# Help! Help! Hydrophobia!
Pour plus de détails, voir Fiche technique et Distribution.
Help! Help! Hydrophobia! est un film muet américain réalisé par Henry Lehrman sorti en 1913.

## Fiche technique
- Titre : Help! Help! Hydrophobia!
- Réalisation : Henry Lehrman
- Producteur : Mack Sennett
- Studio de production : The Keystone Film Company
- Distribution : Mutual Film Corporation
- Pays : américain
- Format : Noir et blanc - 1,37:1 - Format 35 mm
- Langue : film muet intertitres anglais
- Genre : Comédie
- Durée : une demi-bobine[1]
- sortie : États-Unis : 5 juin 1913

## Distribution
- Roscoe Arbuckle : Jim Brown
- Beatrice Van : la fille du professeur
- Nick Cogley : le professeur